# Walter Moers
Walter Moers (Mönchengladbach, 24 maggio 1957) è uno scrittore, sceneggiatore e fumettista tedesco.

## Biografia
Moers acquistò una prima notorietà in Germania con il fumetto Adolf. Il successo internazionale venne con i romanzi fantasy della serie di Zamonia.
Oltre ai romanzi ambientati a Zamonia Moers ha scritto Folle viaggio nella notte (2005) una storia fantasy che, mediante l'uso di 21 xilografie del pittore Gustave Doré (prese in prestito da opere quali La Bibbia e La Divina Commedia), racconta una fantasiosa biografia dello xilografo francese. Come a voler rappresentare che le illustrazioni fatte da Dorè non fossero frutto della sua fantasia ma fotografie di ciò che ha vissuto in quest'avventura.
Il suo primo libro è stato Le 13 vite e mezzo del capitano Orso Blu che ha riscosso molto successo, seguito da Ensel e Krete, Rumo e i prodigi nell'oscurità, La città dei libri sognanti e L'accalappiastreghe.
Il 5 ottobre 2011 è uscito in Germania il sesto libro del ciclo di Zamonia, Il labirinto dei libri sognanti (Das Labyrinth der Träumenden Bücher), pubblicato in Italia il 27 settembre 2012.
È molto geloso delle sue opere tanto che, con il pretesto della privacy, non rivela mai i periodi di lavorazione dei suoi libri.
Vive ad Amburgo.

## Opere

### Fumetti
- Die Klerikalen (1985)
- Aha! (1985)
- Hey! (1986)
- Schweinewelt  (1987)
- Herzlichen Glückwunsch (congratulazioni) (1985)
- Von ganzem Herzen (1989)
- Kleines Arschloch (1990)
- Schöne Geschichten (bellissime storie) (1991)
- Das kleine Arschloch kehrt zurück  (1991)
- Es ist ein Arschloch, Maria (it's an asshole, Mary), (1992)
- Der alte Sack, ein kleines Arschloch und andere Höhepunkte des Kapitalismus (1993)
- Du bist ein Arschloch, mein Sohn (1995)
- Sex und Gewalt (sesso e violenza), (1995)
- Wenn der Pinguin zweimal klopft (Quando il Pinguino bussa Due volte) (1997)
- Adolf (1998)
- Feuchte Träume (1999)
- Adolf, Teil 2 (Adolf, parte 2), (1999)
- Schwulxx-Comix, (con Ralf König), (2000)

### Serie di Zamonia
- Le 13 vite e mezzo del capitano Orso Blu (Die 13½ Leben des Käpt'n Blaubär) (1999)
- Ensel e Krete (Ensel und Krete, 2000)
- Rumo e i prodigi nell'oscurità (Rumo und die Wunder im Dunkeln, 2002)
- La città dei libri sognanti (Die Stadt der Träumenden Bücher, 2004) [libro fantastico, ho pianto]
- L'accalappiastreghe (Der Schrecksenmeister) (2007)
- Il labirinto dei libri sognanti (Das Labyrinth der Träumenden Bücher) (2011)
- La principessa Insomnia e il rovello notturno color incubo (Prinzessin Insomnia & der alptraumfarbene Nachtmahr) (2017)
- Weihnachten auf der Lindwurmfeste (2018)
- Il Dragolibro (2019)

### Altre opere
- Folle viaggio nella notte (Wilde Reise durch die Nacht), (2005)